# Parkanlage Kurt-Tichy-Gasse

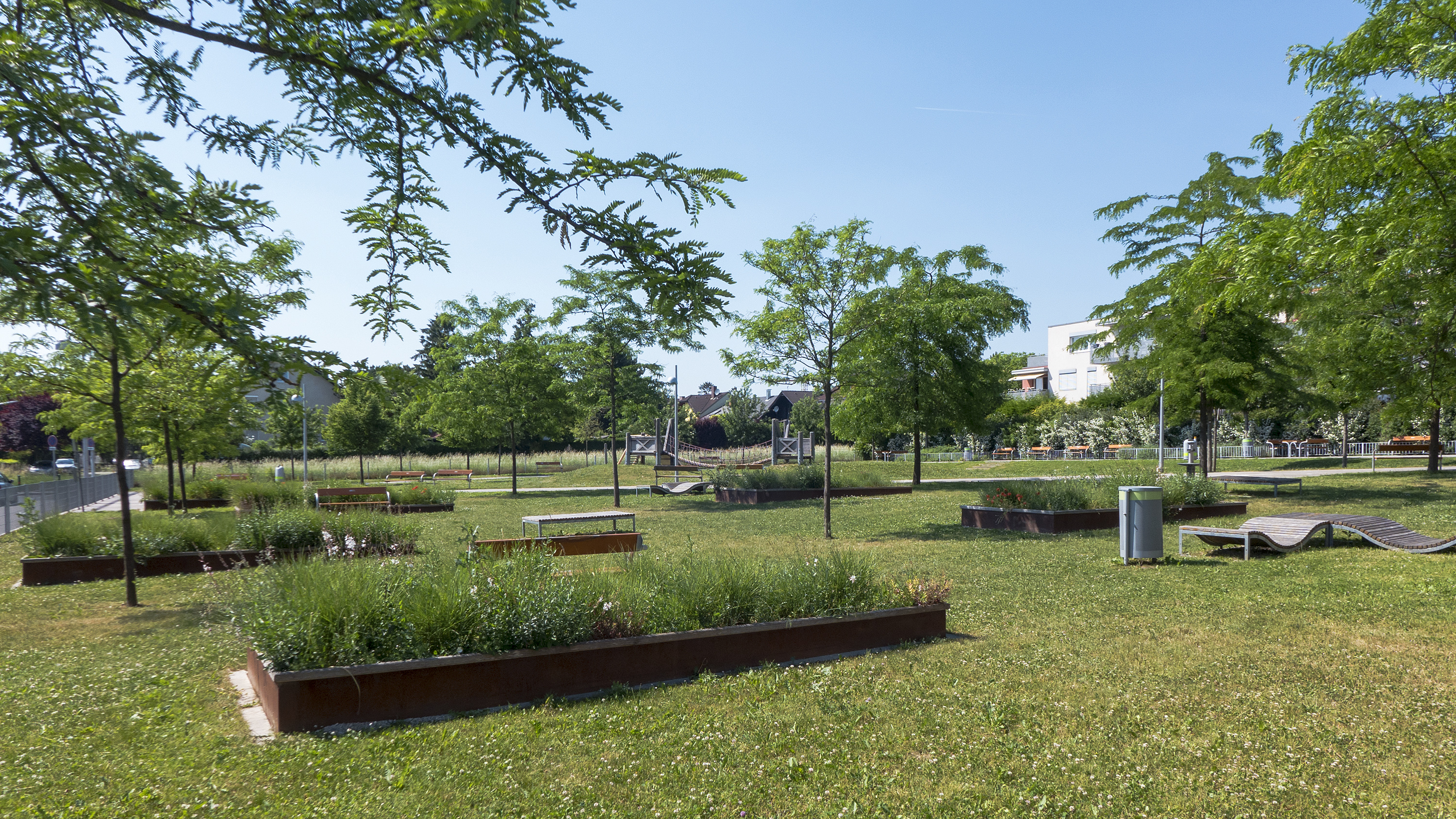
Parkanlage Kurt-Tichy-Gasse (2015)

Die Parkanlage Kurt-Tichy-Gasse ist ein Wiener Park im 10. Bezirk, Favoriten.

## Beschreibung

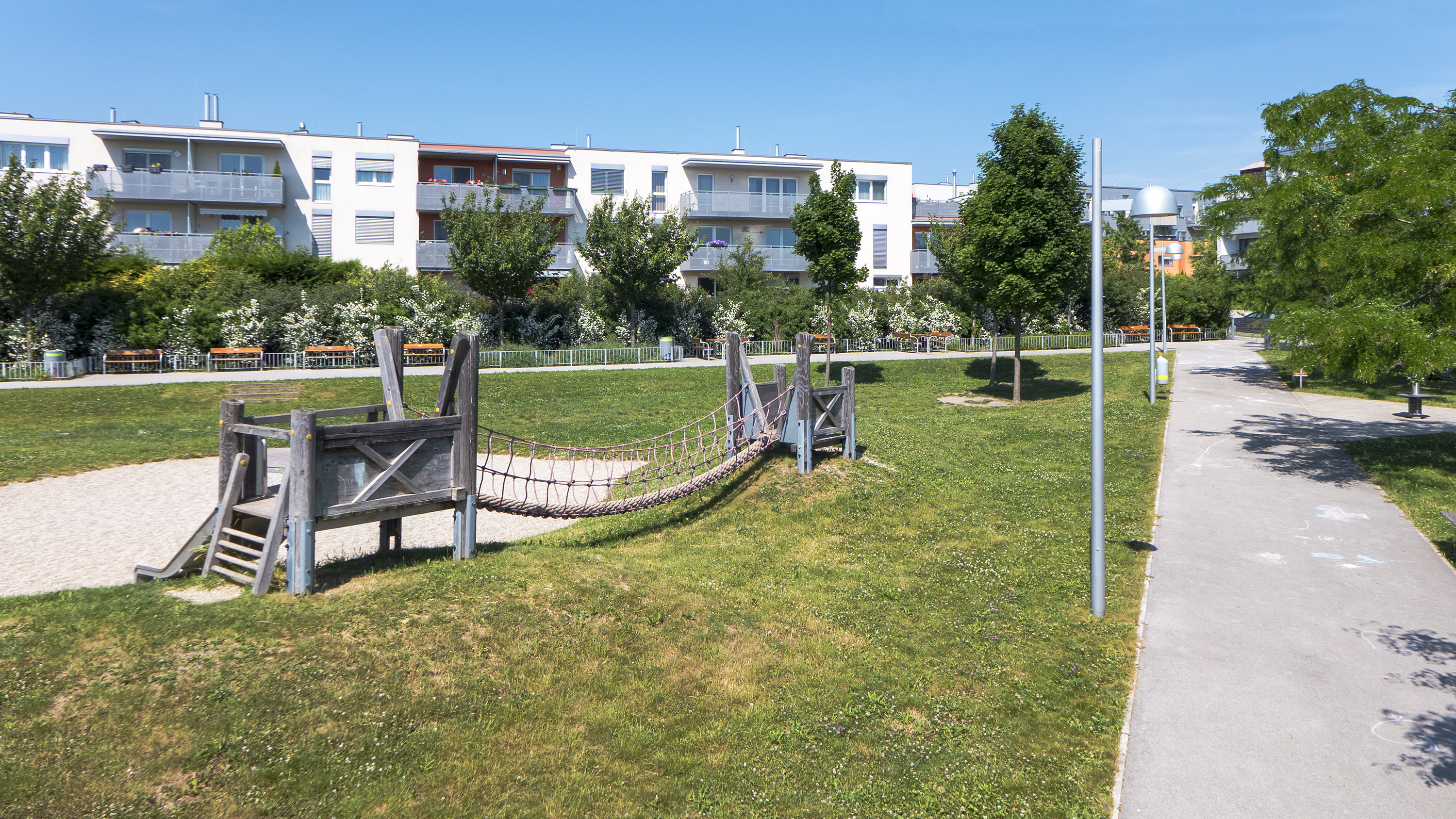
Parkanlage Kurt-Tichy-Gasse (2015)

Die Parkanlage Kurt-Tichy-Gasse ist ein ca. 3500 m² großer Park im Bezirksteil Oberlaa. Der Park liegt zwischen der Kurt-Tichy-Gasse, Hasenöhrlstraße, Uhligstraße und Neugrabenstraße. Neben Wiesenflächen und Baumbestand verfügt sie über einen Sandspielplatz, Sitzmöglichkeiten und einen Trinkbrunnen.

## Geschichte
Die Parkanlage wurde 2008 eröffnet und nach der angrenzenden Kurt-Tichy-Gasse benannt, die ihren Namen Kommerzialrat, Unternehmer und Speiseeiserzeuger Kurt Tichy verdankt.
Er wird gelegentlich Grundäckerpark genannt, dieser Name ist aber weder offiziell noch eindeutig: so wurde auch zwischen seiner Eröffnung 2005 und seiner Benennung 2006 der nahegelegene Hubert-Blamauer-Park bezeichnet.